# Abdo Hussameddine
 (octobre 2012).
Abdo Hussameddine, né en 1954, est un homme politique syrien, ancien vice-ministre du pétrole de Bachar el-Assad, qui annonce qu'il rejoint l'opposition au président et enjoint à ses collègues du gouvernement de faire de même en parlant d'« un bateau qui coule ».